# Dirk Abel
Dirk Abel (nacido el 10 de septiembre de 1958 en Kotthausen) es un ingeniero mecánico alemán y profesor de ingeniería de control.

## Carrera
Se graduó de la escuela secundaria en Gummersbach en 1977 y realizó el servicio militar en unidades de reparación de la Bundeswehr. Entre 1979 y 1983 estudió ingeniería mecánica en la Universidad RWTH de Aquisgrán.
Entre 1983 y 1987 fue asistente de investigación y estudiante de doctorado en el Instituto de Ingeniería de Control (IRT) de la Universidad Técnica de Aquisgrán bajo la dirección del director del instituto, Heinrich Rake. En 1987 presentó su tesis doctoral. Luego trabajó como ingeniero superior en el mismo instituto hasta 1993. Tras completar su habilitación en "tecnología de automatización asistida por ordenador" y obtener el título de profesor con la Lehrberechtigung, pasó al sector privado. Allí trabajó en química industrial para Hoechst AG entre 1993 y 1998 como director de proyectos para tecnología eléctrica, de medición y control en la construcción de instalaciones, también en Sudáfrica. Entre 1998 y 2001 fue director general de la empresa "DBT Automation GmbH" en Lünen. En 2001 aceptó el puesto de profesor titular en la cátedra del Instituto de Ingeniería de Control (IRT) de la Facultad de Ingeniería Mecánica de la Universidad Técnica de Aquisgrán, sucediendo al director emérito del instituto, Heinrich Rake.
Desde el 2000, es miembro del consejo científico y asesor de la revista especializada "Automation Technology" en Oldenbourg Verlag Munich. Trabaja activamente en la Sociedad VDI/VDE de Técnicas de Medición y Automatización (GMA) y forma parte de varios comités.
La Asociación de Ingenieros Alemanes (AIA) le concedió en 2020 una Insignia de Honor. 

## Trabajo en IRT
El IRT es uno de los tres primeros institutos de ingeniería de control fundados en países germanoparlante, con una gran tradición: en 1955 en el TH Dresden por Heinrich Kindler, en 1957 en el TH Darmstadt por Winfried Oppelt y al mismo tiempo en la RWTH Aachen por Otto Schäfer. Abel continúa desarrollando la docencia y la investigación de manera contemporánea.
Su investigación se centra en métodos de regulación y control, en particular control predictivo de modelos, construcción de modelos, identificación y simulación, automatización de sistemas industriales, así como hardware y software para sistemas de automatización. Abel se considera a sí mismo como un mediador entre la ciencia metodológica teórica de la teoría de sistemas y la práctica industrial.
La directora sucesora del Instituto de Ingeniería de Control fue reemplazada a inicios de 2023 por la ingeniera alemana Heike Vallery, quien fue nombrada profesora Alexander von Humboldt en la Universidad Técnica de Aquisgrán.

## Publicaciones
- Modellprädiktive Regelung als Baustein zur autonomen Führung komplexer Kunststoffproduktionsprozesse. In: Integrative Kunststofftechnik 2014, Bd. 27. Shaker Verlag, Aachen 2014, ISBN 978-3-8440-2558-3 (27. Internationales Kolloquium Kunststofftechnik, Aachen, 19.–20. März 2014). Auch in: Gummi Fasern Kunststoffe (GAK) – Fachmagazin für die Polymerindustrie, 08/2014, Dr. Gupta Verlag (mit S. Stemmler und M. Reiter).
- Rapid control prototyping – Methoden und Anwendungen. Springer Verlag, Berlin, Heidelberg 2013, ISBN 978-3-642-31944-0 (mit Alexander Bollig).
- Rehabilitation mit dem KUKA Leichtbauroboter – Optimierung der Achskonfiguration zur Reaktion auf externe Kräfte. In: AUTOMED 2013, 11. Interdisziplinäres Symposium des Fachausschusses AUTOMED der Deutschen Gesellschaft für Biomedizinische Technik (DGBMT) und der Gesellschaft für Mess- und Automatisierungstechnik (GMA) im VDE Dresden, 9.–11. Oktober 2013, ISBN 978-3-943356-82-3, S. 42–43 (mit M. Kolditz, K. Bollue und H. Arenbeck).
- Regelungstechnik für zukünftige Mobility-Konzepte. In: ACMoVe 2013, 14. Aachener Kolloquium „Mobilität und Stadt“ (AMUS) und 2. Aachener Konferenz „Mobilität & Verkehr“ (ACMoVe). User-friendly Mobility – Trends, Challenges and Innovations. SuperC, RWTH Aachen University, 19. und 20. September 2013, S. 75–78 (mit A. Katriniok, B. Alrifaee und M. Reiter).
- Modellprädiktive Regelung von instabilen Verbrennungsvorgängen. Modellbildung eines instabilen homogenen Verbrennungsreaktors, Entwurf eines Modellprädiktiven Reglers für Verbrennungsprozesse, Echtzeitfähige Implementierung. In: 26. Deutscher Flammentag. Verbrennung und Feuerung, Duisburg, 11. und 12. September 2013, VDI-Berichte 2161, S. 517–526, ISBN 978-3-18-092161-7 (mit T. Lammersen und K. Stoehr).
- Satellite- and Map-based Long Range Cooperative Adaptive Cruise Control System for Road Vehicles. In: AAC 2013, 7th IFAC Symposium on Advances in Automotive Control, National Olympics Memorial Youth  (mit B. Alrifaee, M. Reiter, J. P. Maschuw,  F. Christen und L. Eckstein).
- Beobachterentwurf für hochdynamische Verbrennungssysteme. Modellbildung eines instabilen homogenen Verbrennungsreaktors – Beobachterentwurf auf Basis komplexer chemischer Reaktionsmechanismen – Echtzeitfähige Implementierung. In: GMA-Kongress Automation 2013, 14. Branchentreff der Mess- und Automatisierungstechnik, Kongresshaus Baden-Baden, 25. und 26. Juni 2013, VDI-Berichte 2209, S. 95–98, ISBN 978-3-18-092209-6 (mit Th. Lammersen und K. Stoehr).
- System and application concept of a novel robotic component for phantoms used in 4D-radiotherapy and 4D-medical imaging. In: CARS 2012, Computer Assisted Radiology and Surgery, Proceedings of the 26th International Congress and Exhibition, Pisa, Italy, June 27-30, 2012. International Journal of Computer Assisted Radiology and Surgery, Vol. 7, Supplement 1, June 2012, pp. 63-69, Springer Verlag 2012 (mit H. Arenbeck und K. Bollue).
- A hybrid control approach for low temperature combustion engine control. In: 50th IEEE Conference on Decision and Control and European Control Conference (CDC-ECC 2011), Orlando, Florida, USA, 12-15 December 2011. IEEE Control Systems Society (CSS), ISBN 978-1-61284-799-3 (mit T. Albin, P. Drews, F, J. Heßeler, A.-M. Ivanescu und T. Seidl).
- Control Design for Generalized Platoon Problems. In: Automatisierungstechnik, München, Jg. 59, 2011, H. 12, S. 721–729 (mit J. P. Maschuw und S. Kowalewski).
- Verringerung der CO2-Emissionen des HCCI/PCCI-Dieselmotors durch modellbasierte Optimalregelung. In: Innovative Fahrzeugantriebe 2010 (Die Vielfalt der Mobilität: Vom Verbrenner bis zum E-Motor), 7. VDI-Tagung mit Fachausstellung. 10. und 11. November 2010, Dresden, VDI-Berichte Nr. 2105, S. 359–372, ISBN 978-3-18-092105-1 (mit P. Drews und T. Albin).
- Simulation verkoppelter physiologischer Regelkreise mit Hilfe der objektorientierten Modellbibliothek „HumanLib“. AUTOMED 2010, 29-30. Oktober 2010. Robert Riener, Heike Vallery, Serge Pfeifer: Automatisierungstechnische Verfahren für die Medizin, 9. Workshop, Tagungsband. Fortschritts-Berichte VDI Reihe 17, Nr. 279. VDI-Verlag, Düsseldorf 2010. ISBN 978-3-18-327917-3, ISSN 0178-9600 (mit A. Brunberg).
- Flachheitsbasierter Vorsteuerungsentwurf für den Antriebsstrang eines Parallelhybriden. In: Automatisierungstechnik, München.  Jg. 58, 2010, H. 10, S. 560–567 (mit R. Gasper und F. Heßeler).
- Objektorientierte Modellierung zur Simulation und Regelung von Energiewandlungsprozessen. In: Produktionsfaktor Mathematik – wie Mathematik Technik und Wirtschaft bewegt (Acatech, Deutsche Akademie der Technikwissenschaften, Hrsg.  Martin Grötschel u. a.). Springer Verlag, Berlin u. a. 2009, S. 401–421, ISBN 978-3-540-89434-6 (print), ISBN 978-3-540-89435-3 (online).
- Validation of Satellite-based Railway Application Systems Using the GALILEO Testbed railGATE Exemplified by Automated Train Formation Facilities. In: The 9th International Conference on Intelligent Transport System Telecommunications – ITST 2009, October 20/22, 2009, Lille, France, pp. 337-342, ISBN 978-1-4244-5347-4 (mit R. Rütters, B. Schäfer und M. Baier).
- Ein objektorientierter Ansatz zur Modellierung des menschlichen Herz-Kreislauf-Systems. In: Automatisierungstechnik, München. Jg. 56, 2008, H. 9, S. 476–482 (mit A. Brunberg und R.  Autschbach).
- Objektorientierte Modellierung, Simulation und Regelung dynamischer Systeme am Beispiel eines Oxyfuel-Kraftwerksprozesses. In: Automatisierungstechnik, München. Jg. 55, 2007, H. 5, S. 236–243 (mit T. Nötges, S. Hölemann und N. Bayer Botero).
- Echtzeitstrategien zum Prädiktiven Optimalen Energiemanagement in Hybridfahrzeugen. In: Innovative Fahrzeugantriebe. Tagung Dresden, 9. und 10. November 2006, VDI-Berichte Nr. 1975. S. 557–560, ISBN 3-18-091975-2 (mit R. Beck und A. Bollig).
- Lateral Guidance of Heavy-Duty Vehicle Platoons using Model-based Predictive Control. In: Proceedings of the 11th IFAC Symposium on Control in Transportation Systems, August 29-31, 2006, Delft, The Netherlands  (mit G. Keßler, J. Maschuw und A. Bollig).
- Rapid Control Prototyping – Methoden und Anwendungen. Springer Verlag, Berlin u. a. 2006, ISBN 3-540-29524-0 (mit A. Bollig).
- Theorie ereignisdiskreter Systeme. Tutorium des GMA-Fachausschusses 1.8 "Methoden der Steuerungstechnik". Oldenbourg Verlag, München 1998, ISBN 3-486-24525-2 (mit K. Lemmer).
- Petri-Netze für Ingenieure. Modellbildung und Analyse diskret gesteuerter Systeme. Springer Verlag, Berlin u. a. 1990, ISBN 3-540-51814-2.

## Literatura
- Otto Schäfer: Fundamentos del control automático. Editorial técnica Heinz Resch, Gräfelfing 1953, 7. Edición 1974.
- Winfried Oppelt: Pequeño manual de procesos de control técnico. Verlag Chemie, Weinheim, 1. Edición 1954; Verlag Chemie, Weinheim y Verlag Technik, Berlín, 5. Edición 1972.
- Heinrich Kindler: Colección de tareas sobre tecnología de control. Verlag Technik Berlin, Oldenbourg-Verlag Munich, Viena, 1964 (con H. Buchta y H.-H. Wilfert).
- Eduard Pestel, Eckart Kollmann: Fundamentos de la tecnología de control. Vieweg Verlag, Braunschweig 1968, 3. Edición Vieweg & Teubner, Wiesbaden 1979, ISBN 978-3-322-96097-9 .
- Manfred Thoma: Teoría de los sistemas de control lineal - con 71 ejemplos y 150 ejercicios. Vieweg, Braunschweig 1973. ISBN 3-528-04850-6.
- Karl Reinisch: Principios cibernéticos y descripción de sistemas continuos. Verlag Technik Berlín 1974.
- Otto Schäfer y Heinz Bültges: controles con regulador de conmutación en caso de perturbaciones estocásticas. Editorial de Alemania Occidental, Opladen 1981, ISBN 3-531-03034-5.
- Frank Dittmann: Sobre el desarrollo del “conocimiento general de control” en Alemania. Hermann Schmidt y el “Memorando sobre la fundación de un instituto de ingeniería de control”. En: Wiss. Revista TU Dresde. Vol. 44, núm. 6, 1995, págs.
- Werner Kriesel, H. Rohr, A. Koch: Historia y futuro de la tecnología de medición y automatización. VDI-Verlag, Düsseldorf 1995, ISBN 3-18-150047-X .
- Asociación de ingenieros alemanes, VDI/VDE-GMA (ed.): Anuario 1997 Sociedad VDI/VDE de Tecnología de Medición y Automatización. VDI-Verlag, Düsseldorf 1997, ISBN 3-18-401611-0.
- Norbert Gilson, Walter Kaiser: Electricidad, energía, información: la historia de la Facultad de Ingeniería Eléctrica y Tecnología de la Información de la RWTH Aachen. En: Volumen 6 de las contribuciones de Aquisgrán a la historia de la ciencia y la tecnología en el siglo XX. siglo. Editorial de Historia de las Ciencias Naturales y de la Tecnología, Diepholz 2010, página 201. ISBN 3-9281-8689-2.
- Werner Kriesel: Modelos de futuro para la informática, la automatización y la comunicación. En: Fuchs-Kittowski, Frank; Kriesel, Werner (ed.): Informática y sociedad. Festschrift para el 80 El cumpleaños de Klaus Fuchs-Kittowski. Fráncfort a. M., Berna, Bruselas, Nueva York, Oxford, Warszawa, Viena: Peter Lang Internationaler Verlag der Wissenschaften, PL Academic Research 2016, ISBN 978-3-631-66719-4 (impreso), E- ISBN 978-3-653 -06277-9 (libro electrónico).

## Enlaces web
- Bibliografía relacionada con Dirk Abel en el catálogo de la Biblioteca Nacional de Alemania.

- Bibliografie Dirk Abel, abgerufen am 17. Dezember 2014